# Умгунгундлову
Умгунгундлову е окръг в Република Южна Африка. Намира се в провинция Квазулу-Натал. Площта му е 8942 км2.

## Административно деление
Окръгът се поделя на 7 общини:
- Мсундузи
- Умнгени

## Население
1 017 763 (2011)

## Расов състав
(2011)
- 862 543 души (84,75%) – чернокожи
- 68 029 души (6,7%) – азиатци
- 63 935 души (6,3%) – бели
- 20 538 души (2,0%) – цветнокожи